# Топорівське (заповідне урочище)
То́порівське — заповідне урочище місцевого значення в Україні. Розташоване в межах Лопатинської селищної громади Шептицького району Львівської області, на схід від села Трійця.
Площа 95,9 га. Статус присвоєно згідно з рішенням Львівської облради від 9.10.1984 року № 495. Перебуває у віданні ДП «Радехівський лісгосп» (Нивицьке лісництво, кв. 31 32).
Статус присвоєно з метою збереження частини лісового масиву з цінними високопродуктивними насадженнями сосни звичайної.